# Globivenus isocardia
Globivenus isocardia is een tweekleppigensoort uit de familie van de Veneridae. De wetenschappelijke naam van de soort is voor het eerst geldig gepubliceerd in 1870 door Verrill.